# Bengt Hambraeus
Bengt Hambraeus, né le 29 janvier 1928 à Stockholm (Suède) et mort le 22 septembre 2000 à Glen Roy, en Ontario, dans le comté de Glengarry (en), une localité située près de Montréal (Québec) au Canada, est un organiste, compositeur et musicologue suédois.